# Genetica
Genetica of erfelijkheidsleer is de biologische wetenschap die erfelijkheid beschrijft en verklaart. Het inzicht dat levende wezens eigenschappen van hun ouders erven, wordt al duizenden jaren gebruikt bij het kweken van gewassen en fokken van dieren. De basisregels van de genetica – hoe organismen eigenschappen aan hun nakomelingen doorgeven – werden in de 19e eeuw ontdekt door Gregor Mendel, wiens werk rond 1900 bekend werd.
De vererving van eigenschappen gebeurt in de eerste plaats door middel van genen: eenheden van erfelijke informatie. Genen maken deel uit van het DNA: een lang molecuul dat voorkomt in alle levende cellen. De bouwstenen van DNA, nucleotiden genaamd, zijn in een specifieke volgorde achter elkaar gelegen. Deze volgorde vormt een code waarin onder andere de erfelijke eigenschappen zijn vastgelegd. Een cel kan zijn DNA en daarmee zijn genen kopiëren om deze vervolgens bij de celdeling door te geven aan een dochtercel. Bij de voortplanting worden de genen op deze wijze, of via een speciale celdeling, doorgegeven aan de nakomeling.
Het overerven van eigenschappen en de moleculaire mechanismen die daaraan ten grondslag liggen, vormen de grondbeginselen van de genetica. Genetici bestuderen hoe de genen werken, welke variaties ze kennen en hoe ze zich verspreiden. De studie beweegt zich op verschillende organisatieniveaus: op het niveau van de cel (moleculaire genetica), op het niveau van het individuele organisme (klassieke genetica) en op het niveau van een populatie (populatiegenetica). Genetische processen bepalen in combinatie met de omgeving hoe een organisme zich ontwikkelt en uiteindelijk gedraagt.
Toepassingen van moderne genetische kennis zijn bijvoorbeeld genetische manipulatie in de biotechnologie, de behandeling van erfelijke aandoeningen in de geneeskunde en de opsporing van personen in het forensisch onderzoek. Ook biedt de genetica inzicht in de verwantschap tussen individuele organismen, soorten, geslachten en hogere taxa.

## Klassieke genetica
Genetica kent een aantal basisprincipes, die teruggaan op de bevindingen van de 19e-eeuwse monnik Gregor Mendel. Voortbouwend op zijn ontdekkingen deden wetenschappers nader onderzoek naar de manieren waarop erfelijke eigenschappen worden doorgegeven, door te kijken naar de uiterlijke kenmerken van een plant of dier. De kennis die aldus tot aan het midden van de 20e eeuw verworven werd, wordt in wetenschappelijke kring algemeen aanvaard als klassieke genetica.

### Erfelijke eigenschappen

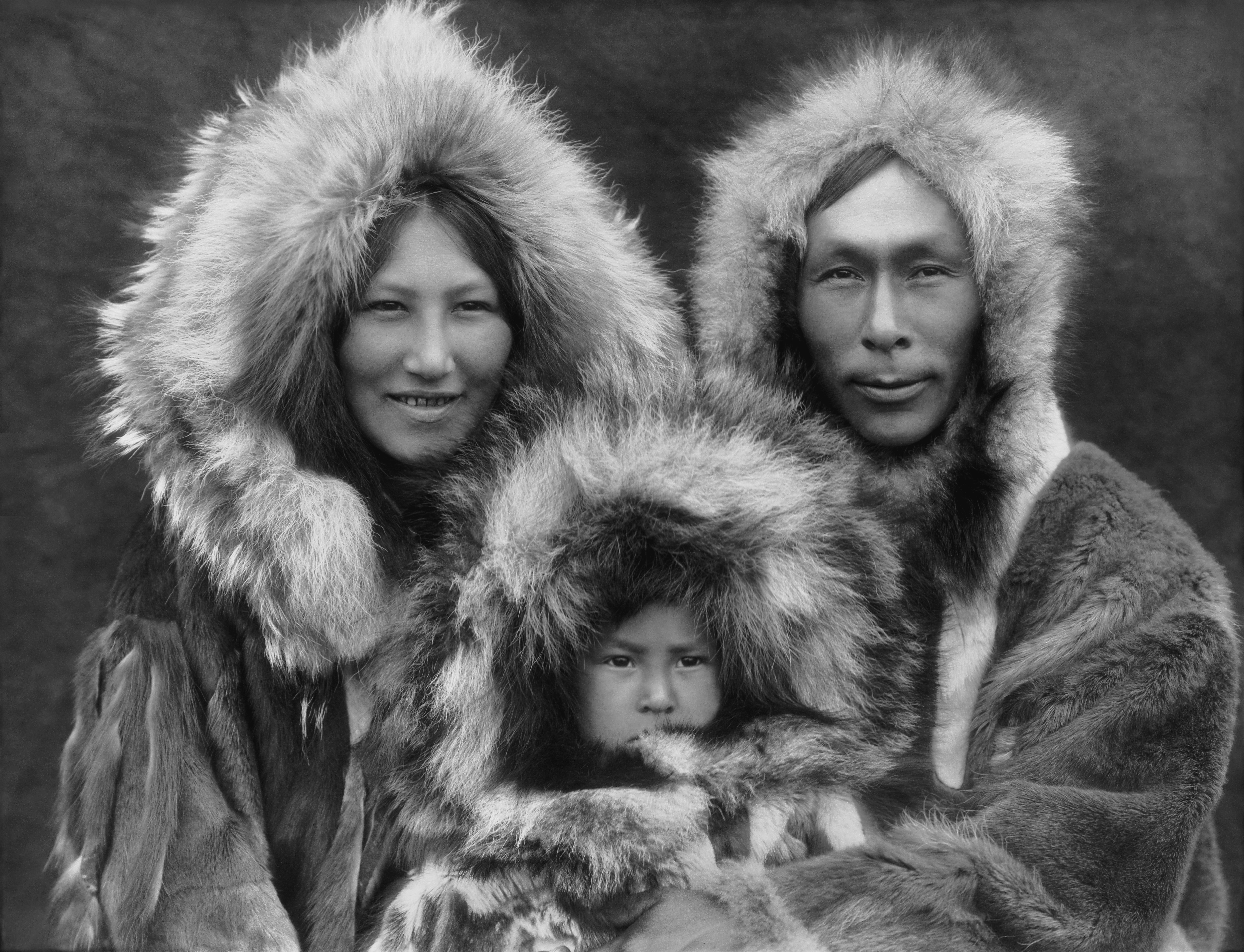
Foto van een Inupiaq-gezin uit noordwest Alaska, rond 1929. Familieleden lijken vaak qua uiterlijk op elkaar. Deze kenmerken worden van ouder op kind doorgegeven en zijn erfelijke eigenschappen

Organismen kunnen bepaalde eigenschappen doorgeven aan hun nakomelingen. Zulke eigenschappen zijn erfelijke eigenschappen. De overervingspatronen van deze zichtbare erfelijke kenmerken vormen het hoofdonderwerp van de klassieke genetica. Een erfelijke eigenschap hoeft zich niet altijd in een nakomeling te uiten maar kan ook een of meer generaties overslaan. Bij mensen is de kleur van de ogen een voorbeeld van een erfelijke eigenschap.
Alle erfelijke eigenschappen samen, of ze nu wel of niet tot uiting komen, zijn het genotype van een organisme. Alle eigenschappen die samen het uiterlijk, gedrag en overig merkbaar functioneren van een organisme bepalen zijn het fenotype. Omdat niet alle eigenschappen erfelijk zijn, zijn genotype en fenotype niet hetzelfde. Het fenotype is het resultaat van het genotype en de omgeving waarin het organisme zich bevindt.
De mate waarin een erfelijke eigenschap van een organisme tot uitdrukking komt is afhankelijk van de omgeving (het milieu). Wanneer bijvoorbeeld huid regelmatig aan zonlicht met ultraviolette straling wordt blootgesteld, wordt in de huid meer pigment gevormd en wordt de huid donkerder getint. De mate waarin pigmentvorming tot uitdrukking komt, is daarom onderdeel van het fenotype. In het geval van albinisme wordt echter helemaal geen pigment aangemaakt. Albinisme is een erfelijke eigenschap en onderdeel van het genotype.

### Genen
De manier waarop organismen eigenschappen doorgeven aan hun nakomelingen werd ontdekt door de 19e-eeuwse monnik Gregor Mendel. Hij deed zijn ontdekking toen hij experimenteerde met erwtenplanten. De principes van erfelijkheid worden naar hun ontdekker de Wetten van Mendel genoemd.
Organismen geven eigenschappen door aan hun nageslacht in discrete eenheden van erfelijk materiaal, de genen. Elke erfelijke eigenschap van een organisme – zoals de bloemkleur bij planten en de kleur van de ogen bij mensen – wordt bepaald door één of meerdere genen. Een gen kan voorkomen in verschillende versies of allelen. In Mendels experimenten kwamen planten met paarse en planten met witte bloemen voor, wat betekent dat er sprake was van twee versies van hetzelfde gen: een allel voor een paarse bloemkleur (B) en een allel voor een witte bloemkleur (b). Mendel merkte dat het kruisen van de twee varianten geen planten met een gemengde bloemkleur geeft, maar dat de eigenschappen in een vaste verhouding werden doorgegeven: driekwart van de erwten had paarse bloemen en een kwart had witte bloemen.
Veel planten en dieren hebben altijd twee allelen (twee versies van elk gen): een van elke ouder, daarom diploïd genoemd. Als een diploïd organisme twee dezelfde allelen van een gen heeft, is het homozygoot. Zijn de twee allelen verschillend, dan is het heterozygoot. In het voorbeeld van de erwtenplanten zijn planten met de combinaties BB en bb homozygoot en is een plant met Bb heterozygoot.

### Dominantie

Een vierkant van Punnett voor de kruising tussen twee heterozygote erwtenplanten met paarse (B) en witte (b) bloemen

Bij heterozygote organismen zal vaak een van beide allelen overheersen en de betreffende eigenschap bepalen. Dit allel is dominant, het andere allel, dat zich niet uit, is recessief. Bij de erwtenplanten van Mendel waren de meeste bloemen paars; het voor de paarse kleur verantwoordelijke allel is dus dominant. Men noteert dit met een hoofdletter (B), het recessieve allel wordt met een kleine letter (b) genoteerd.
Bij seksuele voortplanting erft een diploïde organisme voor elk gen een van de twee allelen van elke ouder. Welk van de twee allelen het organisme van een ouder krijgt is willekeurig, zodat de kans op elk allel 50% is. Bovendien gaat de willekeur normaal gesproken voor elk gen afzonderlijk op: een organisme kan voor het ene gen het dominante allel van de ouder erven, terwijl het voor een ander gen een recessief allel krijgt. Als beide ouders heterozygoot zijn en toevallig het recessieve allel doorgeven (die kans is 25%), zal het organisme uiterlijk verschillen van beide ouders. Op die manier kunnen bepaalde eigenschappen een generatie overslaan.
In werkelijkheid zal het fenotype niet altijd met deze simpele erfelijkheidsregels te voorspellen zijn. Als beide allelen even dominant zijn (codominantie) of het recessieve allel toch enige invloed heeft (incomplete dominantie), zal iets van beide zichtbaar zijn in het organisme. Ook kan een organisme soms beide genen gebruiken om tot een bepaalde eigenschap te komen. Als een van beide niet werkt omdat het recessief is, verschilt de heterozygoot toch van de homozygoot.

### Diagrammen en notaties

Een patroon van overerving kan worden weergegeven met een genetische stamboom. Vrouwen worden met cirkels en mannen met vierkanten aangegeven. Geel gekleurde leden van de familie bezitten de onderzochte mutatie

Genetici beschrijven overerving van eigenschappen met symbolen en schema's. Als een bijzondere mutatie het onderwerp van studie is, wordt het gebruikelijke, niet-gemuteerde gen met een +-symbool gemarkeerd. Bij experimenten met erfelijkheid worden de generaties aangegeven door de letter P voor de ouders, F1 voor de eerste generatie nakomelingen, F2 voor de tweede generatie nakomelingen, enzovoorts. Een veelgebruikte wijze om de uitkomst van een kruising te voorspellen is het opstellen van een vierkant van Punnett. Dit schema laat van beide ouders zien welke allelen ze van een bepaald gen hebben en bij de nakomelingen toont het de vier mogelijke combinaties van de allelen.
In de klinische genetica worden stamboomdiagrammen en kwartierstaten gebruikt om de overerving van bepaalde allelen in beeld te brengen. Een stamboom laat alle nakomelingen van een bepaald paar ouders zien, waarbij elke generatie op een horizontale lijn staat. Een kwartierstaat laat juist alle voorouders van een bepaald individu zien, ook met elke generatie op een bepaald niveau. Door een bepaalde kleur kan worden aangegeven welke individuen binnen het schema het onderzochte allel bezitten.

### Interacties tussen genen

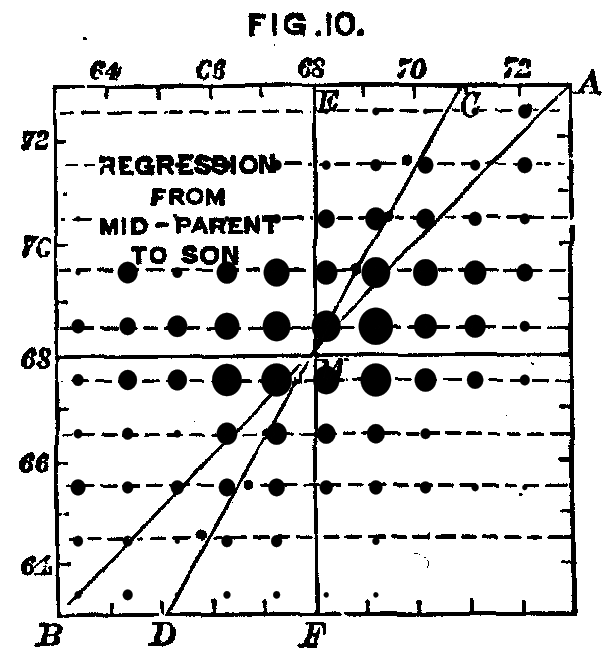
Lichaamslengte bij de mens is een complexe genetische eigenschap. Francis Galtons gegevens uit 1889 tonen dat de lengte van nakomelingen en de lengte van ouders samenhangen. Hoewel er correlatie is, laat de diagram zien dat lengte niet alleen door erfelijke eigenschappen wordt bepaald

Organismen hebben duizenden verschillende genen. Bij seksuele voortplanting worden deze genen meestal onafhankelijk van elkaar doorgegeven. In het voorbeeld van de erwtenplanten staat bijvoorbeeld het allel voor bloemkleur dat de plant van een ouder krijgt los van het allel voor vruchtkleur. Dit principe staat bekend als de derde wet van Mendel. Omdat allelen onafhankelijk van elkaar overerven kan een ouderpaar een vrijwel eindeloze variatie van nakomelingen krijgen.
De meeste eigenschappen van organismen worden niet door een enkel gen, maar door meerdere genen bepaald. Het is daarom onmogelijk om bijvoorbeeld een giraffe met een slurf te maken door een enkel gen van een olifant aan een giraffe te geven. Sommige genen kunnen "samenwerken" of elkaar tegenwerken, wanneer ze beide invloed hebben op dezelfde eigenschap. Het vergeet-mij-nietje bijvoorbeeld heeft een gen voor bloemkleur. Er bestaan twee allelen, een voor blauwe en een voor roze bloemen. Een ander gen bepaalt of de bloemen überhaupt gekleurd zijn of wit blijven. Als dat laatste gen twee allelen voor witte bloemen heeft, zullen de bloemen wit zijn, of het eerste gen nu een blauwe of roze bloemkleur geeft. Deze interactie tussen twee genen is epistasie en het overheersende gen epistatisch tegenover het andere gen.
Veel eigenschappen zijn niet discreet (liggen niet vast op bepaalde waarden) maar variëren over een continue schaal, zoals de lichaamslengte bij de mens. Dit zijn kwantitatieve eigenschappen en de manier waarop ze worden doorgegeven aan nakomelingen is kwantitatieve vererving. Bij kwantitatieve vererving speelt een groot aantal genen een rol. Daarnaast is bij veel kwantitatieve eigenschappen ook de omgeving waarin het organisme leeft van invloed. Zo zal het gewicht van een organisme niet alleen afhangen van het gewicht van de ouders, maar ook van de hoeveelheid voedingsstoffen die het organisme tot zijn beschikking heeft.
De mate waarin de genen invloed hebben op een kwantitatieve eigenschap van een populatie, is de heritabiliteit. Als de omstandigheden waarin individuen van een populatie zich bevinden sterk verschillen, zal ook de heritabiliteit van bepaalde eigenschappen verschillend zijn. Zo is bij de lichaamslengte van mensen de heritabiliteit in de Verenigde Staten 89%, maar in Nigeria waar de verschillen in toegang tot goede voeding en medische zorg groter zijn – slechts 62%.

## Moleculaire genetica
In het midden van de 20e eeuw kwam de ontwikkeling van de genetica in een stroomversnelling. De ontdekking dat genetisch materiaal een complexe moleculaire basis heeft, gaf aanleiding tot het bestuderen van structuur en functies van genen op het niveau van cellen en moleculen. Onderzoekers kregen inzicht in de manieren waarop erfelijke informatie wordt opgeslagen, wordt overgedragen op de volgende generatie en wordt vertaald naar een eigenschap. Moleculaire genetica kent inmiddels een aantal vaststaande principes die in deze paragraaf beschreven worden.

### DNA
De erfelijkheidswetten van Mendel worden aangestuurd door processen op de schaal van cellen en moleculen. De moleculaire basis voor genen is DNA, een zeer lang molecuul waarvan iedere cel van een organisme een kopie bevat. DNA bestaat uit twee lange ketens van de stof desoxyribose-fosfaat, waaraan op vaste intervallen vier soorten basen vast kunnen hechten. Deze vier basen zijn adenine (A), cytosine (C), guanine (G) en thymine (T). De desoxyribose, het fosfaat en de base samen zijn de nucleotide. Nucleotiden vormen de bouwstenen van het DNA. In een normale situatie liggen de twee ketens van het DNA-molecuul tegenover elkaar, waarbij de nucleobasen van de ene keten zich door middel van waterstofbruggen hechten aan die van de andere keten. Daarbij ligt A telkens tegenover een T en C tegenover G. De twee ketens liggen gedraaid om elkaar (in de vorm van een dubbele helix), waarbij de basenparen de twee ketens verbinden als de treden van een wenteltrap.
Het DNA-molecuul kan zichzelf kopiëren door een klein deel te ontrollen en dit toegankelijk te maken voor replicatie-enzymen. Langs beide ketens wordt dan een nieuwe keten gevormd, waarbij zich aan elke blootliggende nucleotide een bijpassende base hecht: A bij T en C bij G. Het uitgerolde deel van het DNA vormt een sjabloon waarlangs een kopie gevormd wordt. Wanneer het uitgerolde deel van het DNA gekopieerd is, ontrolt het DNA zich verder zodat een nieuw deel gekopieerd kan worden. Dit proces gaat door tot het DNA over zijn hele lengte gekopieerd is.
De volgorde van de nucleotiden in het DNA-molecuul vormt een code, die bepaalt hoe de cel functioneert. Genen komen overeen met stukken van het DNA. De volgorde van de nucleotiden in een bepaald stuk DNA in de cellen van erwtenplanten bepaalt bijvoorbeeld welke kleur pigment in de bloembladeren wordt aangemaakt.

### Chromosomen

Chromosomen bevinden zich in de celkern en bestaan uit DNA en eiwitten. Een chromosoom bevat gedeelten die coderen voor erfelijke eigenschappen. Deze gedeelten zijn genen

In eukaryotische levensvormen, waaronder alle planten en dieren, ligt het grootste deel van het DNA opgeslagen in staafvormige, eiwitrijke complexen binnen de celkern: de chromosomen. Het aantal chromosomen verschilt per soort. Een mens bezit 46 chromosomen (23 paar) in elke cel. Een enkel chromosoom kan wel 247 miljoen basenparen bevatten. Een chromosoom bevat behalve DNA ook eiwitten, de histonen. Histonen zorgen ervoor dat DNA opgevouwen en compact blijft, op het juiste moment uitrolt en weer inrolt en de juiste stoffen aangevoerd krijgt om zichzelf te repliceren. Het DNA en de histonen samen zijn chromatine. Opgerolde eenheden van DNA en histonen binnen een chromosoom zijn nucleosomen. Alle erfelijke informatie samen is het genoom van een organisme. Bij eukaryoten bevindt een zeer klein deel van het genoom zich in de mitochondriën en eventuele plastiden.

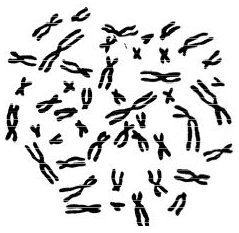
Een karyogram van de 46 menselijke chromosomen

De plaats van een gen op een chromosoom is de locus van dat gen. Diploïde cellen bevatten normaal gesproken van elk chromosoom, en dus van elk gen, twee kopieën in elke cel. De twee kopieën van hetzelfde chromosoom zijn homoloog. Homologe chromosomen bevatten elk een van de twee allelen die een diploïde organisme van elk gen bezit. De twee allelen bevinden zich op dezelfde posities (loci) in de twee verschillende kopieën van hetzelfde chromosoom.
Veel dieren hebben naast gewone chromosomen ook twee geslachtschromosomen. Bij de mens en veel andere zoogdieren en sommige insecten zijn dit het X- en het Y-chromosoom. Het Y-chromosoom bevat zeer weinig genen en zorgt deels voor de ontwikkeling van mannelijke geslachtskenmerken, terwijl het X-chromosoom ongeveer even groot als de andere chromosomen is en veel genen bevat die niets met het geslacht van het organisme te maken hebben. Vrouwen bezitten twee X-chromosomen, mannen een X- en een Y-chromosoom. Bij overerving geven vrouwen een van hun X-chromosomen en mannen ofwel hun X-, ofwel hun Y-chromosoom door aan de nakomeling. Sommige erfelijke ziektes zijn geslachtsgebonden: de schadelijke mutatie ligt dan op een van de geslachtschromosomen.

### Doorgeven van DNA

Schematische voorstelling van een celdeling waarbij het DNA zich verdubbelt door replicatie en mitose

Schematische voorstelling van crossing-over tijdens de meiose. Er ontstaan vier haploïde geslachtscellen met nieuwe combinaties van genetisch materiaal

De eenvoudigste manier waarop nieuwe cellen ontstaan is celdeling. Tijdens de celdeling krijgt elke dochtercel een exemplaar van het verdubbelde DNA. Celdeling ligt ten grondslag aan al het leven: het is de manier waarop organismen nieuw weefsel aanmaken bij de groei en bij de reparatie van oud of beschadigd weefsel. Celdeling is ook de basis van ongeslachtelijke voortplanting, voortplanting waarbij een organisme zichzelf kopieert. Bij ongeslachtelijke voortplanting is het genetische materiaal van de nakomeling identiek aan dat van de ouder. De nakomeling is een (natuurlijke) kloon.
- Mitose. Voorafgaand aan de celdeling zal het DNA in de cel zich eerst repliceren: van elk chromosoom wordt een kopie gemaakt. Daarna worden de kopieën gescheiden tijdens een proces van mitose. Er ontstaan identieke dochtercellen, nodig voor groei, herstel, regeneratie of ongeslachtelijke voortplanting.[15]
- Meiose. Bij geslachtelijke voortplanting krijgen de nakomelingen een deel van het genetisch materiaal van beide ouders. Beide ouders maken bij seksuele voortplanting zogenaamde gameten of geslachtscellen aan. De cel deelt zich, waarbij het DNA niet wordt gekopieerd zoals bij mitose, maar in tweeën gedeeld. Dit proces is meiose en zorgt ervoor dat beide dochtercellen maar één willekeurige kopie van elk gen krijgen. Een cel die slechts een kopie van elk gen bezit, is haploïde.[16]

Bij seksuele voortplanting fuseert een vrouwelijke gameet (een eicel) met een mannelijke gameet (een zaadcel) tot een enkele diploïde cel. Deze cel is een zygote en vormt het begin van een nieuw organisme (de nakomeling), dat een deel van het genetisch materiaal van beide ouders bezit. Veel planten en de meeste dieren planten zich seksueel voort. Het grootste deel van hun levenscyclus zijn ze diploïde organismen, maar rondom de voortplanting spelen haploïde gameten kortdurend een rol.
Bacteriën hebben geen seksuele voortplanting met de bijkomende afwisseling van diploïde en haploïde fasen in de levenscyclus. Behalve het doorgeven van DNA aan hun nageslacht bij ongeslachtelijke voortplanting, wisselen bacteriën ook genetisch materiaal uit met andere bacteriën. Dit doen ze door zogenaamde horizontale genoverdracht. Er zijn drie manieren. Bij conjugatie verdwijnt de celwand tussen twee bacteriën kortstondig en wordt een ringvormig chromosoom aan de andere bacterie doorgegeven. Bij transformatie neemt een bacterie fragmenten DNA op uit de omgeving (bijvoorbeeld van dode organismen). Bij transductie ten slotte zorgt een virus voor de overdracht van DNA van de ene naar de andere bacterie.

### Crossing-over en genkoppeling

Een genkoppelingskaart van Drosophila melanogaster. Deze kaart, bedacht in 1909, toont de relatieve posities van allelen op een Drosophila-chromosoom. De afstanden tussen de genen (uitgedrukt in centimorgan) zijn evenredig aan de kans dat er crossing-over optreedt tussen de allelen.

Omdat diploïde organismen twee versies van elk chromosoom hebben, kunnen tijdens de meiose de chromosomen onafhankelijk van elkaar geselecteerd worden. Bij seksuele voortplanting hebben de twee fuserende gameten daarom een willekeurige selectie van chromosomen van elke ouder. In theorie zou dit betekenen dat genen die op hetzelfde chromosoom liggen niet kunnen recombineren. Dit gebeurt echter wel dankzij het proces van crossing-over. Bij crossing-over wisselen chromosomen stukken DNA uit, zodat bepaalde allelen van chromosoom wisselen. Tijdens de meiose zijn er daarom door crossing-over verschillende combinaties van het genetisch materiaal mogelijk. Bovendien wordt telkens slechts een van de twee (homologe) chromosomen doorgegeven en zijn er verschillende combinaties mogelijk van deze chromosomen.
Hoe verder twee loci op het chromosoom van elkaar liggen, des te kleiner is de kans dat tijdens cross-over beide genen van chromosoom wisselen. Bij genen die ver uit elkaar liggen, is de kans dat beide van chromosoom wisselen zo klein dat ze in de praktijk onafhankelijk van elkaar worden doorgegeven. Genen die dicht bij elkaar liggen op het chromosoom, hebben echter een redelijke kans samen van chromosoom te wisselen. Allelen van zulke genen worden daarom vaak samen doorgegeven. Als twee genen vaak samen doorgegeven worden, spreekt men van genkoppeling.
Door de frequentie waarmee bepaalde genen samen gerecombineerd worden te meten, zijn genetici op relatief eenvoudige manier in staat geweest de volgorde van genen op de chromosomen te bepalen. Pionier op dit gebied was de Amerikaanse geneticus Thomas Hunt Morgan, die bij de bananenvlieg (Drosophila melanogaster) vaststelde dat genen in bepaalde patronen tot expressie worden gebracht.

## Genexpressie
Een belangrijk thema binnen de genetica is genexpressie: de manier waarop het genotype, het geheel aan erfelijke informatie, via bepaalde processen tot expressie wordt gebracht in het fenotype. Het vermogen van een cel om de expressie van genen uiterst precies te reguleren was lange tijd een van de meest opvallende en onbegrepen fenomenen in de biologie. Hoe de informatie uit het DNA bijvoorbeeld gebruikt wordt om een levend wezen te laten ontstaan uit een bevruchte eicel, is nog steeds een actief onderzoeksgebied in de genetische wetenschap.

### Genetische code

De genetische code, waarin informatie uit DNA, via messenger-RNA, vertaald wordt naar eiwitten. Drie nucleotiden in het RNA vormen een codon, dat een bepaald aminozuur codeert in het eiwit. Aminozuren in het eiwit zijn aangegeven met letters: V, H, L, T, P en K.

Het DNA bepaalt het functioneren van een cel door de aanmaak van eiwitten. Eiwitten zijn lange complexe moleculen, die uit ketens van aminozuren bestaan. Ze worden niet aangemaakt door het DNA zelf, maar door zogenaamd messenger-RNA (mRNA). Dit is een RNA-molecuul dat langs het DNA wordt aangemaakt, waarbij het DNA als sjabloon dient. RNA bestaat meestal uit een enkele keten van ribose-fosfaat – in tegenstelling tot de dubbele keten van desoxyribose-fosfaat bij DNA – waaraan net als bij DNA nucleobasen vastzitten. In RNA is de complementaire base voor adenine (A) niet thymine (T), maar uracil (U). Het proces waarbij langs de DNA-keten messenger-RNA wordt aangemaakt heet transcriptie. De volgorde van nucleotiden van het gevormde messenger-RNA komt overeen met die van het DNA.
Na de transcriptie van het DNA wordt het aangemaakte messenger-RNA-molecuul gebruikt voor de synthese van eiwitten. De volgorde van de nucleotiden in het RNA wordt daarbij vertaald naar een volgorde van de aminozuren. Dit proces is translatie. Elke groep van drie nucleotiden (een codon) correspondeert met een van de twintig mogelijke aminozuren in het eiwit. Hoe het vierletterige DNA-alfabet overeenkomt met de twintig-letterige aminozuurcode, noemt men de genetische code. Het proces van genexpressie werkt slechts in een richting: informatie uit het DNA wordt via RNA omgezet in een eiwit. In alle levende cellen, van bacteriën tot zoogdieren, gaat dit fundamentele principe op. Om die reden wordt het ook wel het centrale dogma van de moleculaire biologie genoemd.
De volgorde van aminozuren in een eiwit bepaalt de ruimtelijke structuur van het eiwit. De ruimtelijke structuur bepaalt op zijn beurt de functie van het eiwit. Eiwitten kunnen bindingen aangaan met andere eiwitten en simpelere moleculen, of als enzym werken door een reactie tussen de stoffen waarmee het gebonden is mogelijk te maken (zonder dat de structuur van het eiwit zelf daarbij verandert). De structuur van eiwitten is dynamisch: het eiwit hemoglobine kan buigen bij het vangen, transporteren en weer loslaten van zuurstof in het bloed.
Een enkele verwisseling van een nucleotidepaar kan ervoor zorgen dat de aminozuurvolgorde van een eiwit verandert. Omdat de volgorde van de aminozuren de ruimtelijke structuur van het eiwit bepaalt, betekent dit dat de verandering tot gevolg kan hebben dat het eiwit zijn functie volledig verliest. Zo is bij de mens de erfelijke aandoening sikkelcelanemie het gevolg van een enkele nucleotideverwisseling in het DNA, die toevallig op de plek ligt die de aanmaak van het β-globinedeel van hemoglobine bepaalt. Dit zorgt ervoor dat een enkel aminozuur in de aangemaakte hemoglobine anders ligt, waardoor het eiwit een andere structuur heeft. Sikkelcel-versies van hemoglobine kleven aan elkaar vast, waardoor ze de vorm van rode bloedcellen die de hemoglobine door het lichaam vervoeren veranderen. De rode bloedcellen kunnen daardoor niet goed meer door de bloedvaten bewegen en vormen opstoppingen, die de symptomen van de ziekte veroorzaken.

### Niet-coderend DNA
Bij veel organismen bestaan grote delen van het genoom uit DNA dat niet overgeschreven wordt naar messenger-RNA. Van de delen die wel voor transcriptie van RNA worden gebruikt, worden vervolgens niet alle delen voor translatie gebruikt. Het mRNA wordt namelijk na aanmaak ontdaan van bepaalde stukken, in een proces van splicing. De delen die uiteindelijk gebruikt worden voor translatie zijn exons, delen die bij splicing verwijderd worden uit het mRNA zijn introns. De exons worden aan elkaar gekoppeld en het resulterende mRNA kan de celkern verlaten om getransleerd te worden.
Er is geen verband tussen de complexiteit, grootte of intelligentie van een organisme en de grootte van het genoom. Sommige salamanders hebben bijvoorbeeld veertig maal zoveel DNA in elke cel als de mens. Delen van het DNA die geen duidelijke functie hebben, zijn samen junk-DNA, al is de term intussen achterhaald, omdat het niet per se over junk (afval) gaat. Zoogdieren en bedektzadigen hebben relatief veel junk-DNA. Het gebrek aan overeenkomst tussen complexiteit en de grootte van het DNA van een organisme is de C-value paradox.

### Nature en nurture

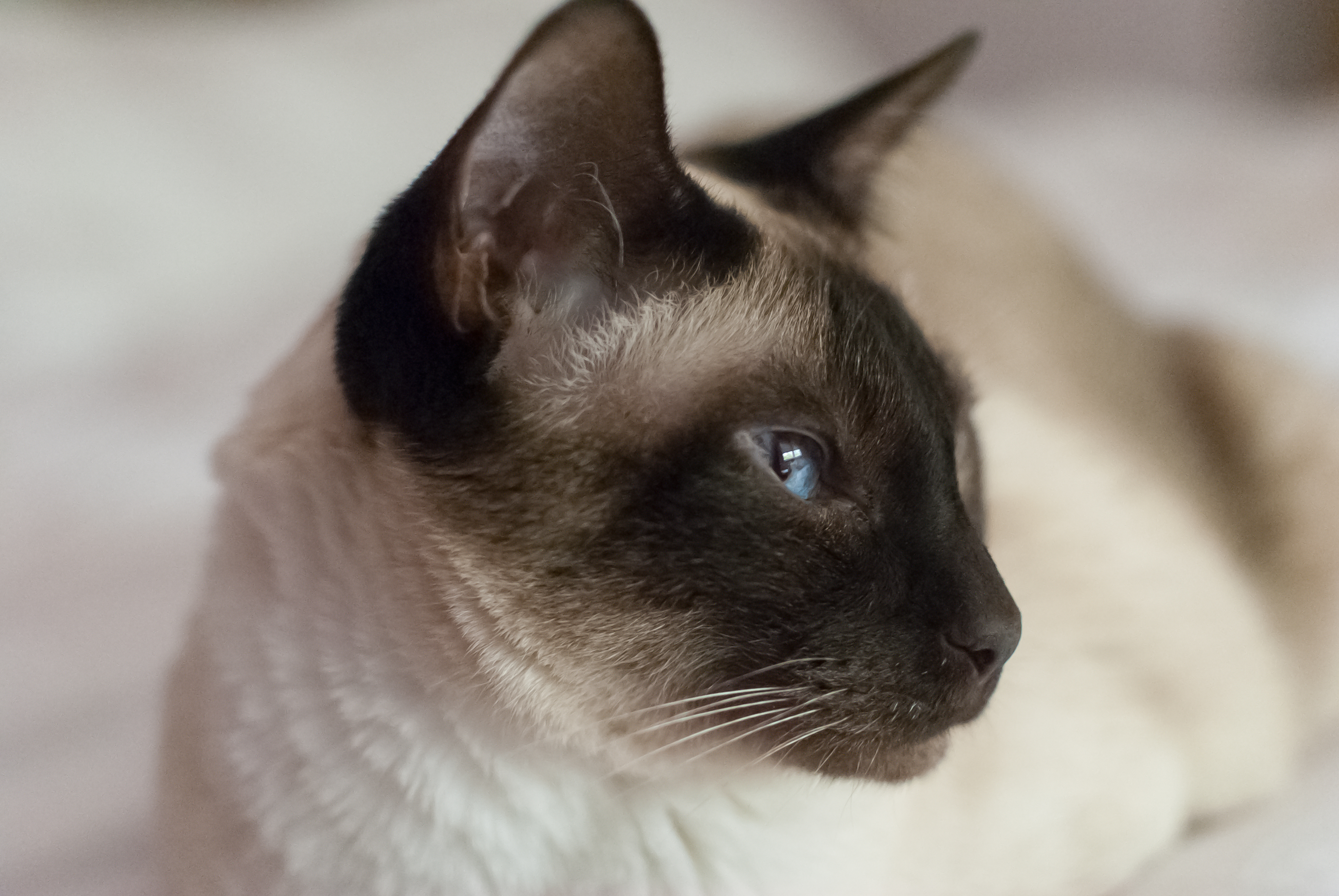
Een siamese kat. Het verschil in donkere en lichte delen van de vacht wordt veroorzaakt door een mutatie in het enzym dat pigment aanmaakt. In warme lichaamsdelen functioneert het enzym niet, zodat de vacht daar licht blijft.

Hoewel genen alle informatie bevatten die een organisme nodig heeft om te kunnen functioneren, heeft de omgeving waarin het organisme zich bevindt een belangrijke invloed op het fenotype. De interactie tussen genotype en fenotype wordt wel nature (aanleg) versus nurture (opvoeding) genoemd. Een opmerkenswaardig voorbeeld is de vachtkleur van de siamese kat. Bij deze katten zorgt een mutatie ervoor dat het enzym dat pigment aanmaakt alleen functioneert bij lagere temperatuur. Op de warmste plekken van het lichaam wordt daarom geen pigment aangemaakt en heeft de kat een lichte kleur. In lichaamsdelen die uitsteken en daarom kouder zijn, zoals poten, staart, snuit en oren, functioneert het enzym wel, waardoor deze een donkere kleur hebben.
Een ander voorbeeld is de menselijke erfelijke aandoening fenylketonurie. De mutatie zorgt ervoor dat het lichaam het aminozuur fenylalanine niet kan afbreken. Het teveel aan fenylalanine wordt dan omgezet in het giftige fenylpyruvaat, wat tot mentale retardatie en hersenschade kan leiden. Een dieet zonder fenylalanine kan de symptomen echter voorkomen.
Om vast te stellen welke omgevingsfactoren een rol spelen bij een bepaalde aandoening, worden vaak eeneiige tweelingen bestudeerd. Omdat een eeneiige tweeling uit dezelfde zygote is gegroeid, hebben ze hetzelfde genetisch materiaal. Door te vergelijken hoe vaak beide leden van de tweeling de aandoening hebben vergeleken met gewone broers en/of zussen, kan worden bepaald hoeveel invloed de omgeving heeft op de aandoening.

### Genregulatie
Een gen is actief wanneer het door transcriptie in messenger-RNA wordt omgezet en voor de codering van eiwitten gebruikt wordt. Organismen hebben duizenden genen, maar niet elk gen is op elk moment actief. Het mechanisme waarmee een cel eiwitten aanmaakt die voor het functioneren van de cel van pas komen, is genregulatie. Genregulatie verloopt in eukaryoten door middel van transcriptiefactoren. Dit zijn eiwitten die zich aan het begin van een gen binden, waardoor ze de transcriptie van het gen ofwel stimuleren, ofwel onmogelijk maken. 

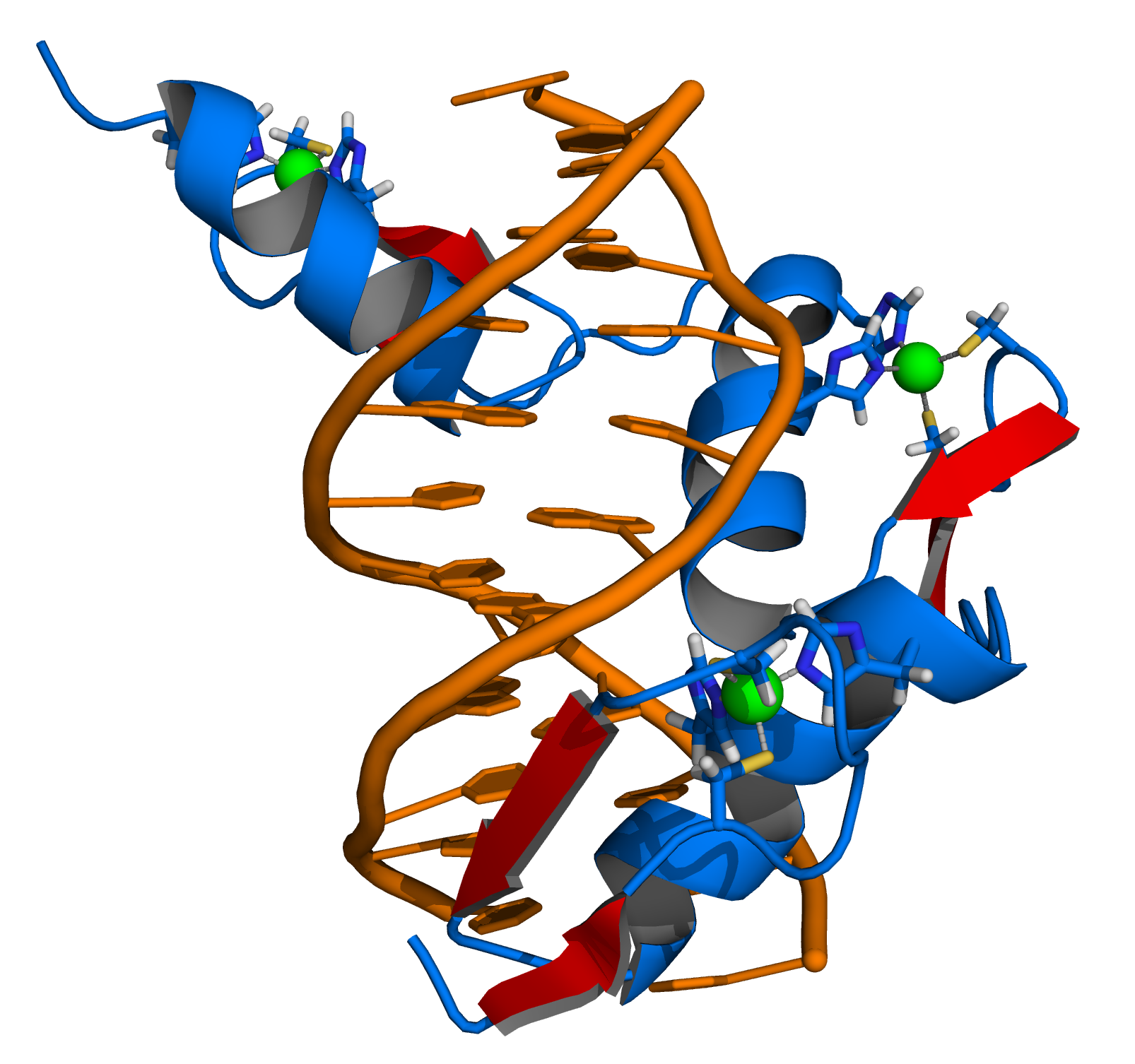
Transcriptiefactoren binden aan DNA-helix (oranje) om de transcriptie van genen te activeren

Bij bacteriën, zoals Escherichia coli, zijn genen die samen verantwoordelijk zijn voor één functie, zoals de productie van een noodzakelijk nutriënt, gegroepeerd in een serie (operon). Wanneer het nutriënt al in de cel aanwezig is, zijn deze genen niet nodig; er hoeft derhalve geen transcriptie van het operon plaats te vinden. Het nutriënt gaat een binding aan met een repressor-eiwit, dat daardoor zodanig van ruimtelijke structuur verandert dat het met de genen bindt. Dit maakt de genen inactief zodat de biosyntheseroute wordt stilgelegd.
Genregulatie is eveneens essentieel bij meercellige organismen zoals dieren en planten. Omdat in zulke organismen de cellen zeer uiteenlopende functies kunnen hebben, worden sommige genen alleen in bepaalde cellen gebruikt, terwijl ze in andere cellen inactief blijven. Hoewel alle cellen van het organisme hetzelfde DNA bevatten, gebruiken ze afhankelijk van hun functie verschillende delen ervan. Het belang van genregulatie is met name duidelijk tijdens de (embryonale) ontwikkeling. Door genen op het juiste moment aan te zetten zijn cellen in staat zich te differentiëren, zodat gespecialiseerde weefsels en organen kunnen ontstaan.

### Epigenetica
In eukaryoten geven cellen bij de celdeling bepaalde structuren in het chromatine door aan hun dochtercellen. Zulke structuren liggen in feite op het DNA, maar zijn geen onderdeel van de nucleotidevolgorde. Ze worden daarom epigenetisch genoemd. Cellen van hetzelfde organisme kunnen verschillende epigenetische structuren hebben, waardoor ze zich ook onder dezelfde omstandigheden verschillend kunnen ontwikkelen en gedragen. Sommige epigenetische kenmerken zijn overerfbaar en vormen daarmee een van de weinige uitzonderingen op het principe dat alleen DNA erfelijke eigenschappen bepaalt. Een voorbeeld van een dergelijke uitzondering zijn paramutaties, veranderingen in de ruimtelijke structuur van een allel die door het homologe allel worden veroorzaakt.
Sinds de jaren 2000 is er een aantal grensverleggende ontdekkingen gedaan omtrent de epigenetica. Er is meer aandacht gekomen voor het belang van epigenetische informatie bij de regulatie van genexpressie, werking van stamcellen, overerving van ziektes en evolutie. Epigenetische variaties zouden bijvoorbeeld een rol kunnen spelen in de verschillende ontwikkeling van een identieke tweeling. Het is mogelijk dat slechts een van identieke tweelingen een ziekte, zoals schizofrenie, van de ouder erft, ondanks dat de tweelingen hetzelfde genoom hebben. Daarnaast zijn er bepaalde epigenetische modificaties van het DNA (veelal DNA-methylering) in verband gebracht met de ontwikkeling van enkele soorten kanker. Wijzigingen aan het chromatine zijn omkeerbaar, waardoor dit soort DNA-modificaties ook vanuit therapeutisch oogpunt in de belangstelling is gekomen.

## Genetische verandering
Genetische informatie is onderhevig aan voortdurende veranderingen. Veranderingen in de DNA-code, mutaties, komen veelvuldig spontaan voor. De meeste hebben weinig invloed op het uiterlijk of gedrag van een individu, maar cumulatief over vele generaties kunnen mutaties ervoor zorgen dat nieuwe genen – en daarmee nieuwe eigenschappen – ontstaan. Genetische verandering ligt daardoor ten grondslag aan de evolutionaire ontwikkeling van het leven op aarde.

### Mutaties

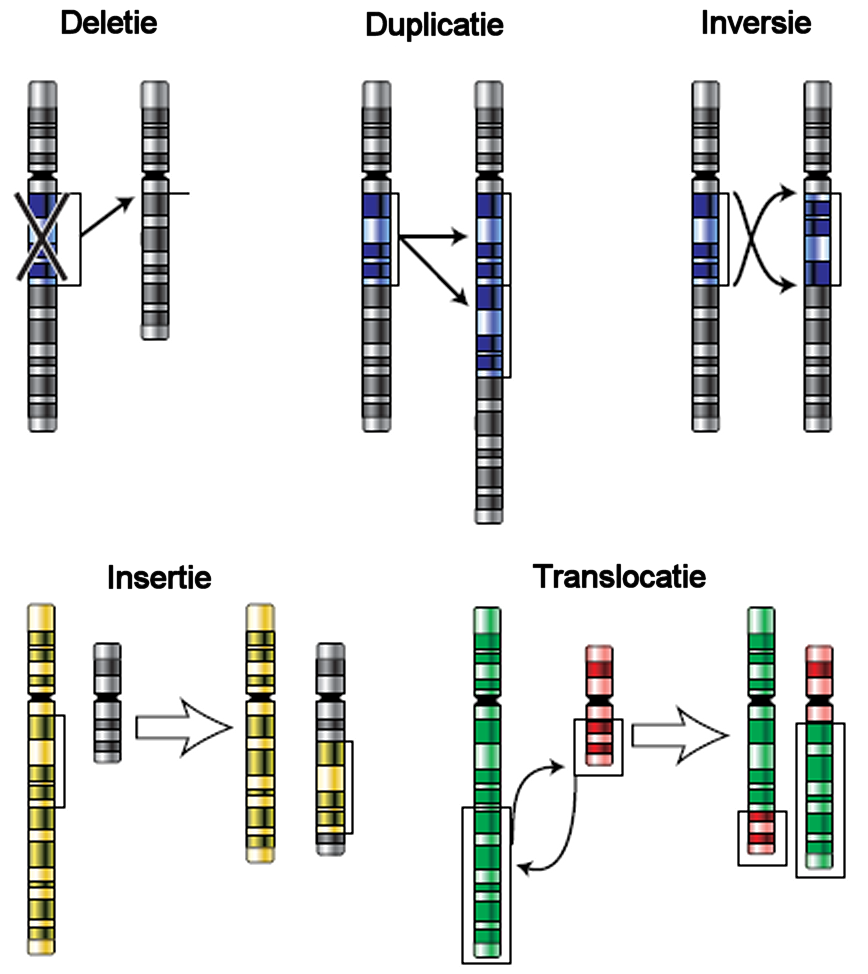
Verschillende typen mutaties bij de crossing-over van chromosomen tijdens de meiose

Tijdens de replicatie van DNA kunnen soms fouten ontstaan in de nucleotidevolgorde. Dergelijke wijzigingen in het erfelijk materiaal zijn mutaties. Mutaties kunnen het fenotype van het getroffen individu beïnvloeden, met name wanneer ze voorkomen in het coderende gedeelte van een gen. De foutmarge van DNA-polymerase – het eiwit dat replicatie aanstuurt – is onder normale omstandigheden echter heel laag, namelijk minder dan één fout per tien miljoen toegevoegde nucleotiden. Invloeden die deze foutmarge vergroten, noemt men mutageen. Sommige giftige chemicaliën zijn bijvoorbeeld mutageen doordat ze de basenparing verhinderen of het DNA anderszins beschadigen. Ook ultraviolet licht en ioniserende straling uit radioactieve materialen werkt mutageen op de DNA-structuur.
Bij organismen waarbij tijdens de meiose crossing-over van chromosomen voorkomt, kunnen tijdens uitwisseling van chromosomen grootschalige mutaties optreden. De kans op zulke mutaties is het grootst wanneer in een bepaald chromosoom vergelijkbare sequenties op meerdere plekken voorkomen, waardoor niet precies hetzelfde deel van de partnerchromosomen wordt uitgewisseld. Voorbeelden zijn duplicatie, waarbij een compleet gen verdubbelt; inversie, waarbij een deel van het chromosoom in de omgekeerde volgorde op het chromosoom komt te liggen; deletie, waarbij een deel van het chromosoom compleet verdwijnt; en translocatie en insertie, waarbij een deel van een ander (niet-homoloog) chromosoom wordt opgenomen.

### Evolutie en soortvorming

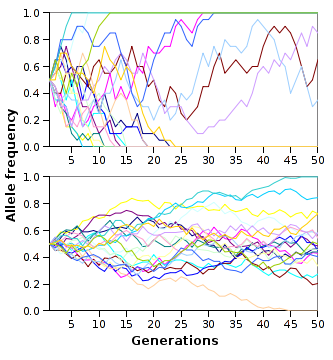
Simulaties van genfrequenties in 50 generaties bij twee hypothetische populaties van 10 (boven) en 100 (onder) individuen. Elke lijn stelt een allel voor. Genetische drift heeft in een kleine populatie als gevolg dat een bepaald allel gaat overheersen, terwijl andere allelen verdwijnen. In een grote populatie zullen de genfrequenties vaak stabiel blijven

De meeste mutaties in het DNA van een organisme hebben nauwelijks invloed op het fenotype, welzijn of de mogelijkheid zich voort te planten. Als een mutatie wel invloed heeft, is die invloed meestal negatief. Het komt echter ook voor dat een mutatie voordeel biedt. Bij de bananenvlieg (Drosophila melanogaster) is gebleken dat van alle mutaties die invloed hebben op de structuur van aangemaakte eiwitten, ongeveer 70% negatieve gevolgen voor de vlieg heeft, terwijl de overige 30% geen gevolgen heeft of licht positief is.
Een mutatie zorgt voor een verandering in het DNA. De verandering ontstaat in een individueel organisme en wordt doorgegeven aan nakomelingen. Vaak zijn mutaties klein en onbetekenend, maar cumulatief en over vele generaties kunnen mutaties voor veranderingen in de eigenschappen van de populatie zorgen. Zulke veranderingen zijn een randvoorwaarde voor evolutie.
In de natuur hebben individuen met voordelige eigenschappen een grotere kans te overleven en nakomelingen te krijgen. Het aandeel van nakomelingen met een voordelige mutatie zal daardoor toenemen en zich over de populatie te verspreiden. Dit mechanisme is natuurlijke selectie. Het zorgt ervoor dat individuen in een populatie steeds beter aangepast raken aan hun leefomgeving. Op den duur kunnen twee gescheiden populaties van dezelfde soort zo sterk van elkaar gaan verschillen, dat twee individuen uit de verschillende populaties samen geen vruchtbare nakomelingen meer kunnen krijgen en het twee aparte soorten zijn geworden. Dit kan bijvoorbeeld gebeuren als twee populaties gescheiden worden door een fysieke barrière, of bij het verdwijnen van een habitat door een veranderend klimaat.

### Populatiegenetica
Populatiegenetica is de studie van erfelijke eigenschappen op de schaal van een populatie, een groep individuen van dezelfde soort die bij elkaar leven als voortplantingsgemeenschap. Het geheel aan genetische informatie in de totale populatie is de genenpoel. De mate waarin de genen uitgewisseld kunnen worden tussen buurpopulaties heet de gene flow; meestal is deze gering. De genfrequentie geeft aan hoe vaak een bepaald allel binnen de genenpoel voorkomt. In de populatiegenetica worden de genfrequenties gekwantificeerd en worden veranderingen gevolgd. Om na te gaan of genfrequenties in evenwicht zijn, wordt gebruik gemaakt van de Wet van Hardy-Weinberg.
In de loop der tijd zullen binnen de populatie de generaties elkaar opvolgen. Met elke generatie veranderen de genfrequenties door een aantal processen. De diversiteit in de genenpoel wordt bijvoorbeeld vergroot door het ontstaan van nieuwe allelen bij mutaties. Er zijn echter ook mechanismen die de genetische diversiteit van een populatie verkleinen. Bij de recombinatie van chromosomen is de kans dat een gen wel of niet wordt doorgegeven aan de nakomelingen willekeurig. Hoe kleiner de populatie, des te groter de invloed van genetische drift. Genetische drift zorgt in kleine populaties voor het verdwijnen van bepaalde allelen. In grote populaties zijn genfrequenties vaak veel stabieler.

#### Evolutionaire genetica

Fylogenetische stamboom waarin bepaalde soorten zijn gerangschikt op grond van hun meest waarschijnlijke evolutionaire verwantschap

Hoe meer generaties elkaar opvolgen en hoe meer tijd er verstrijkt, des te meer mutaties er in een populatie verspreid raken. De hoeveelheid verschillen in het DNA tussen twee populaties (of soorten) zal daarom afhangen van hun evolutionaire verwantschap. Als men aanneemt dat de snelheid waarmee nieuwe mutaties zich verspreiden constant is, kan men door verschillen in DNA zelfs berekenen hoelang geleden de gemeenschappelijke voorouder leefde. Dit principe is de moleculaire klok.
De evolutionaire afstand tussen verschillende soorten kan worden weergegeven in een fylogenetische boom. In deze bomen is te zien hoe soorten in de loop van de tijd zijn gedivergeerd vanaf een gemeenschappelijke voorouder. Fylogenieën worden opgesteld door geconserveerde delen van een genoom computationeel te vergelijken.
De evolutionaire afstamming van soorten werd voor de opkomst van de moleculaire genetica meestal alleen bestudeerd door vergelijking van uiterlijke eigenschappen en morfologie (het fenotype). Niet alle mutaties hebben echter evenveel invloed op het fenotype. Daarom is het rechtstreeks bestuderen van DNA een nauwkeuriger methode om de mate van verwantschap tussen twee organismen te bepalen.

## Onderzoek en technologie
De technologie waarmee men kan werken aan genetisch materiaal heeft zich sinds het einde van de 20e eeuw krachtig ontwikkeld. Inmiddels is van duizenden organismen het volledige genoom in kaart gebracht, waardoor genetici nauwkeuriger doorzien hoe organismen op moleculair niveau functioneren en geëvolueerd zijn. Genetische kennis wordt in uiteenlopende gebieden gebruikt en toegepast. In de geneeskunde bijvoorbeeld wordt genetische technologie benut bij het vaststellen van erfelijke ziektes en in de agrarische sector bij geavanceerde veredelingsmethoden. Hetzelfde geldt voor forensisch onderzoek, waarin sporen van DNA belangrijk bewijs kunnen vormen.

### Modelorganismen

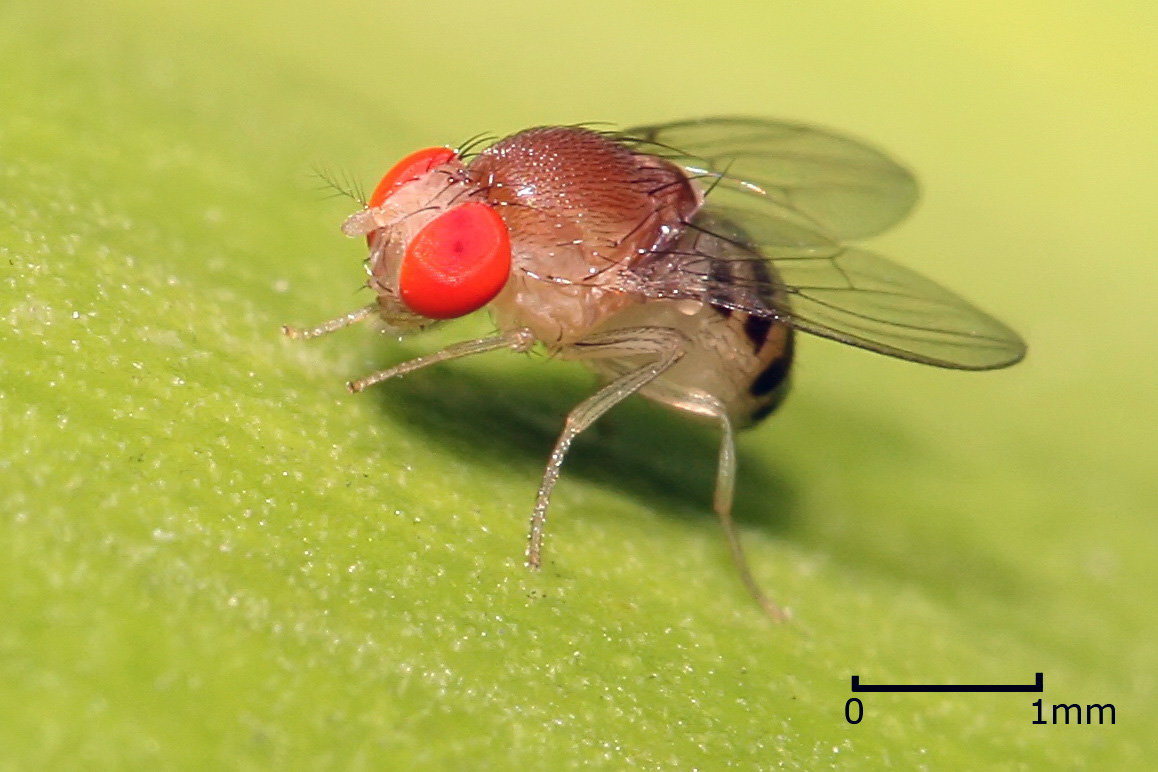
De bananenvlieg (Drosophila melanogaster) was een van de eerste modelorganismen. Door zijn korte generatietijd en grote chromosomen bleek dit insect uiterst handzaam voor genetisch onderzoek

Oorspronkelijk bestudeerden genetici erfelijkheid in veel soorten organismen. In de praktijk bleken sommige soorten geschikter voor onderzoek dan andere. Over deze organismen kwam men steeds meer te weten, zodat ze ook geschikter werden als onderwerp van verdere studie. De huidige genetische wetenschap is daardoor grotendeels gebaseerd op een klein aantal modelorganismen. Met name in de studie van genregulatie en de invloed van erfelijkheid op kanker en lichamelijke ontwikkeling wordt veelal van modelorganismen gebruik gemaakt.
Modelorganismen zijn vaak uitgekozen omdat ze specifieke eigenschappen hebben die het bestuderen van de erfelijkheid gemakkelijk maken, zoals een korte levenscyclus en een snelle opeenvolging van generaties. In sommige gevallen is een bepaald organisme uitgekozen omdat het een overeenkomstige eigenschap heeft met de mens. Een voorbeeld is de huiscavia (Cavia porcellus), die net als de mens van zichzelf geen vitamine C aanmaakt. In andere gevallen is een organisme interessant omdat het eenzelfde gen heeft als de mens, een zogenaamd ortholoog gen.
De bananenvlieg (Drosophila melanogaster) was een van de eerste modelorganismen, omdat deze vlieg relatief makkelijk te houden is en een korte generatietijd vertoont. Een plant die vaak gebruikt is in genetisch onderzoek is de zandraket (Arabidopsis thaliana). Bij de schimmels is bakkersgist (Saccharomyces cerevisiae) een modelorganisme. De bacterie Escherichia coli wordt veel gebruikt om erfelijkheid onder bacteriën te onderzoeken.

### DNA-analyse

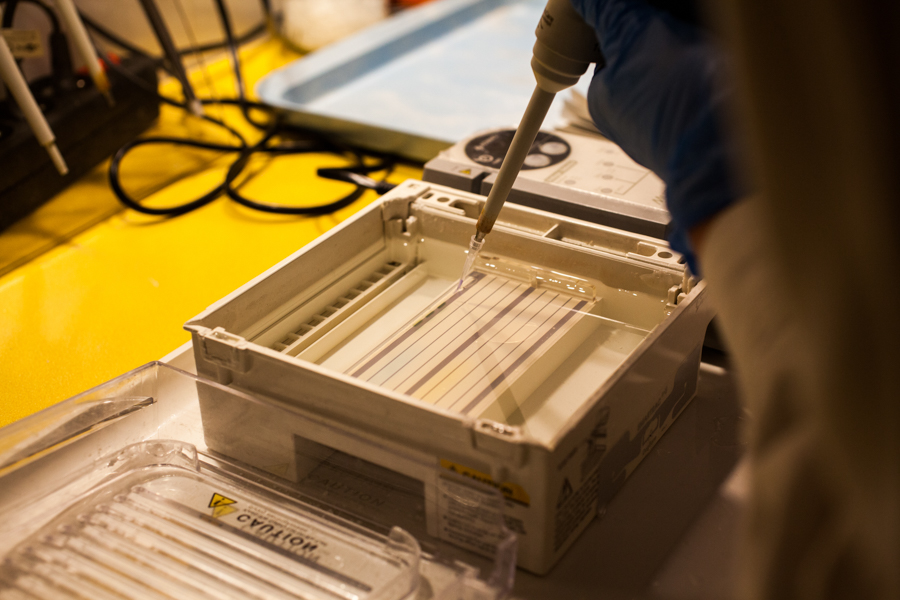
Een onderzoeker pipetteert gezuiverd DNA in een gel voor elektroforese. DNA-fragmenten kunnen hiermee op grootte worden gescheiden, en zichtbaar worden gemaakt voor analyse.

DNA kan in het laboratorium gemanipuleerd worden. Om delen van het DNA uit een cel te isoleren en te analyseren wordt vaak gebruik gemaakt van restrictie-enzymen. Dit zijn eiwitten die het DNA in stukken opbreken, op vaststaande plekken, zodat bekend is welke stukken DNA losgemaakt worden. Met restrictie-enzymen kan men de enorme DNA-moleculen van eukaryotische chromosomen knippen tot hanteerbare fragmenten. De verschillende fragmenten kunnen door middel van gelelektroforese op lengte worden gescheiden.
Het DNA-fragment dat via deze weg verkregen is, kan men inbrengen in het genoom van een ander organisme: zo kan bijvoorbeeld een stukje menselijk DNA worden ingebracht in het DNA van een E. coli bacterie. Door gebruik te maken van ligase, een ander enzym, worden losse stukken DNA van verschillende oorsprong aan elkaar gebonden. DNA dat op deze manier kunstmatig is geproduceerd uit verschillende delen is recombinant DNA. Recombinant DNA vormt de basis van biotechnologisch onderzoek en genetische manipulatie.
De eenvoudigste manier om het recombinante DNA te vermenigvuldigen is door het in een bacterie in te brengen. De bacterie kan geënt worden op een voedingsbodem van agar, waar deze zich zal vermenigvuldigen. Zodoende ontstaat een kolonie bacteriën die allemaal een kopie van het recombinant DNA bevatten, de techniek van moleculair klonen. DNA kan ook synthetisch vermenigvuldigd worden door de zogenaamde polymerasekettingreactie (PCR). Tijdens PCR wordt een specifiek gedeelte van DNA – door meermaals verhitten in aanwezigheid van DNA-polymerase – exponentieel vermenigvuldigd totdat er genoeg van is voor verder onderzoek.

#### DNA-sequencing en genomen
Een fundamentele techniek bij genetische analyse is DNA-sequencing: het vaststellen van de volgorde (sequentie) van de nucleotiden op een bepaald stuk DNA. Vanzelfsprekend is de kennis van nucleotidesequenties van belang voor genetische manipulatie en evolutionaire genetica. Het heeft echter ook praktische toepassingen in het forensisch onderzoek (herkenning van het individu waaraan bepaald DNA toebehoort) en de klinische genetica (herkennen welk gen in verband staat met een bepaalde erfelijke aandoening).

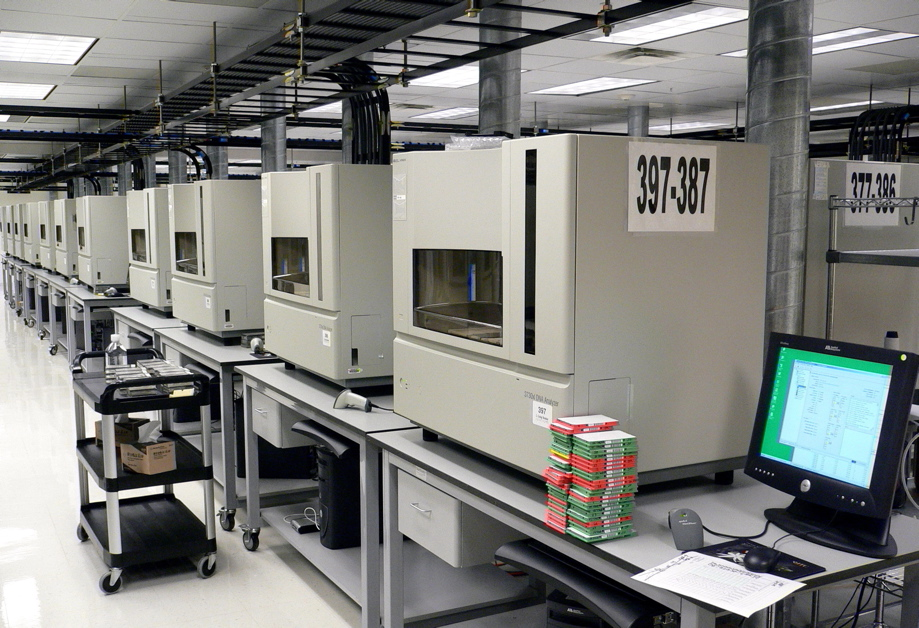
Machines voor DNA-sequencing in een genetisch laboratorium. Deze sequencers uit 2005 waren bij aankoop uiterst geavanceerd maar zijn door de razendsnelle ontwikkeling binnen enkele jaren verouderd geraakt

Van diverse organismen is het hele genoom in kaart gebracht. Om het DNA in zijn geheel te analyseren, is het noodzakelijk het eerst op te delen in miljoenen aparte stukken. Van deze stukken wordt vervolgens door machines de volgorde van de nucleotiden bepaald. Een computer past dan een algoritme toe, waarbij gekeken wordt welke stukken elkaar gedeeltelijk overlappen. Deze stukken worden aan elkaar gezet, totdat het gehele genoom gereconstrueerd is. Soorten waarvan het genoom nauwkeurig bekend is, zijn de mens en enkele naaste verwanten, modelorganismen zoals de zandraket en de bananenvlieg, vee zoals het rund, en productiegewassen zoals rijst en tarwe.
Vanaf de jaren 2000 werd sequencing in hoog tempo goedkoper en sneller. De ontwikkeling leidde tot wat men ook wel aanduidt met de term high-troughput sequencing. Dit is een verzamelnaam voor een aantal moderne technieken die gemeenschappelijk hebben dat zij met buitengewoon hoge snelheden de DNA-code kunnen ontcijferen. Onderzoekers kregen hiermee verder inzicht in de opbouw en functies van RNA-moleculen en eiwitten. Analyse van de enorme hoeveelheden sequentiegegevens was een nieuwe uitdaging en werd een centraal thema binnen de bio-informatica.

De Oxford Nanopore GridION (2017) heeft een uiterst lange leeslengte; het kan zeer lange DNA-moleculen sequensen.
De NovaSeq 6000 (2016) onderscheidde zich door zijn hoge leessnelheid; het kan in korte tijd veel data genereren.
De Oxford Nanopore MinION (2015) is een draagbare sequencer die het menselijk genoom in een dag kan lezen.[52]

### Genetische manipulatie

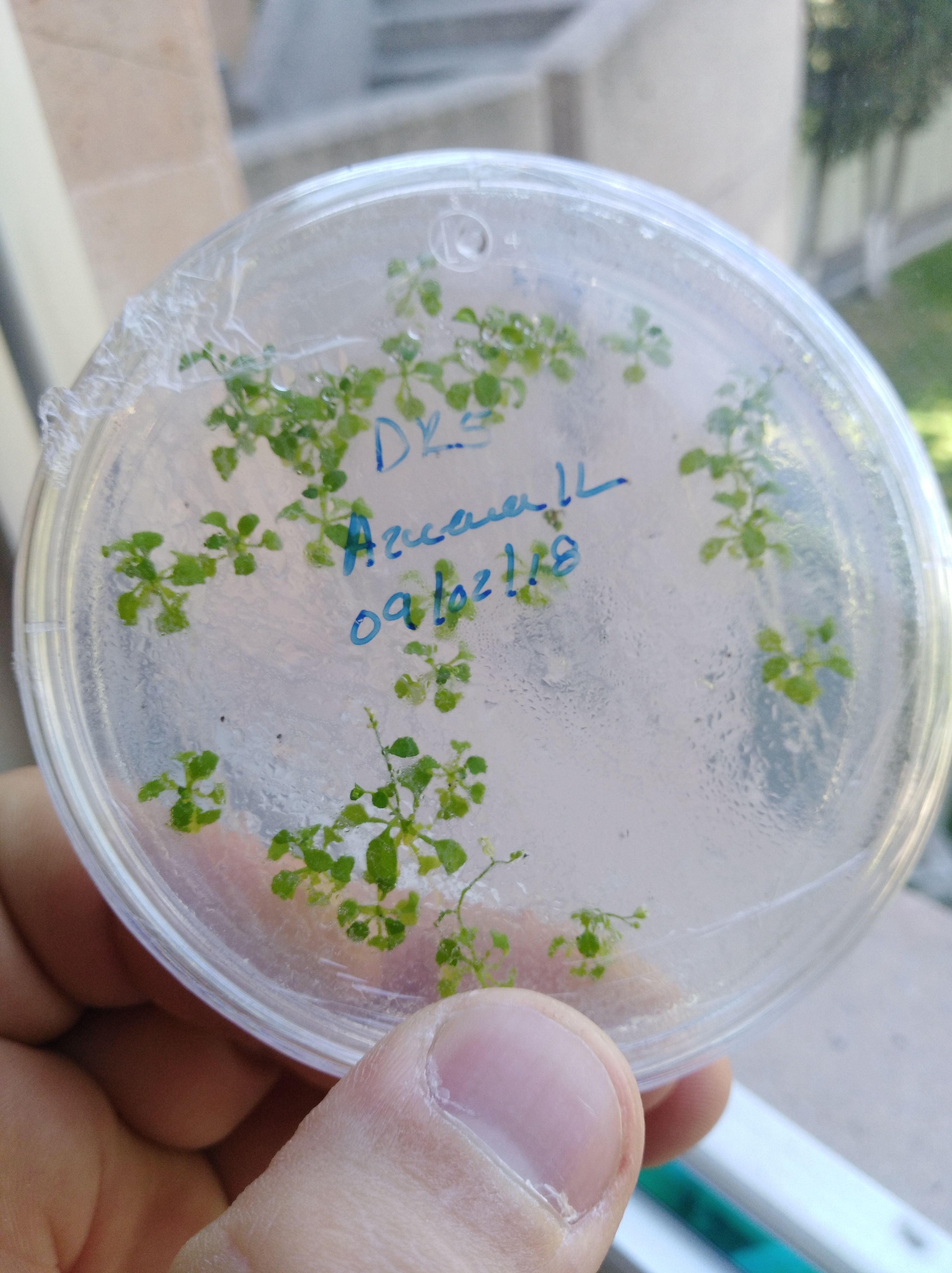
Weefselcultuur van genetisch gemanipuleerde Arabidopsis thaliana voor onderzoek

Genetische manipulatie of genetische modificatie is het door de mens opzettelijk veranderen van de genen van een organisme. Het fokken van dieren en kweken van planten door kunstmatige selectie is in wezen ook een vorm van genetische manipulatie; ook hierbij dwingt men de gewenste genetische veranderingen af. Meestal doelt de term echter op het kunstmatig ingrijpen in het DNA, wat onderdeel is van de gentechnologie. Genetische manipulatie is een belangrijke onderzoekstechniek in de moleculaire genetica. Het vindt zijn toepassingen in de geneeskunde, industrie en landbouw en is hiervoor bij een breed scala aan planten, dieren en micro-organismen reeds geïmplementeerd.
Vanaf de jaren 2010 werden nieuwe technieken ontwikkeld die het mogelijk maken om het DNA van levende cellen en organismen zeer gericht te veranderen. Vermeldenswaard in dit verband is CRISPR-Cas9, een techniek die gebaseerd is op het verdedigingssysteem van bacteriën. Cas9 is een enzym dat, net als restrictie-enzymen, het DNA op een specifieke plaats doorknipt. Bijzonder aan Cas9 is dat het naar iedere gewenste sequentie in het genoom kan worden gestuurd, om het DNA op die plek te wijzigen. CRISPR-Cas-technologie is inmiddels gebruikt om genen uit te schakelen, mutaties te repareren en zelfs nieuwe eigenschappen in een individu te introduceren.
Een ander belangrijk thema in genetische manipulatie is klonen. Onder klonen wordt in algemene zin het kunstmatig vermenigvuldigen van meercellige organismen bedoeld, waarbij de nakomeling (de kloon) genetisch identiek is aan een enkele ouder. Een techniek daarvoor is het vervangen van het DNA in een eicel door recombinant DNA, waarna de cel door kunstmatige inseminatie kan worden ingebracht in een draagmoeder. Dezelfde techniek wordt ook gebruikt om weefsel te kweken voor medische doeleinden (therapeutisch klonen). In dat geval wordt de eicel niet ingebracht, maar gebruikt om meer cellen met de gewenste eigenschappen te kweken.

### Klinische genetica
Klinische genetica is een tak binnen de medische wetenschap die de invloed van erfelijkheid op de menselijke gezondheid onderzoekt. Doel is het bepalen van erfelijke ziekten, het stellen van diagnoses en het verlenen van geïndividualiseerde zorg. Door middel van DNA-testen, meestal in combinatie met analyse van familiestambomen en eventuele klinische ziektebeelden, kan worden vastgesteld hoe groot de kans is dat een patiënt een bepaalde ziekte of aandoening heeft of zal krijgen. Vooral bij erfelijke vormen van borstkanker en darmkanker is dit risico goed te bepalen en kan een patiënt preventief worden onderzocht op deze ziekten. Als de ziekte daadwerkelijk wordt vastgesteld, kan deze in een vroeg stadium worden behandeld.
Klinische genetici stellen door middel van familieonderzoek en de principes van genkoppeling vast welk gen verantwoordelijk is voor een erfelijke aandoening. Wanneer dit bekend is, kan bepaald worden hoe groot het risico zal zijn dat ongeboren kinderen de aandoening ook hebben. Sommige erfelijke aandoeningen zijn afhankelijk van meerdere genen (kwantitatieve vererving). Door gebruik te maken van mendeliaanse randomisatie kunnen genetici vaststellen op welke plekken in het genoom de kwalijke mutaties zich bevinden. Bij sommige ziekten zijn de oorzakelijke genetische factoren zeer complex, zoals bij kanker. Hoewel tumorcellen zelf niet worden doorgegeven aan nageslacht, zijn sommige individuen gevoeliger voor de ziekte dan andere, zodat kanker wel als een erfelijke ziekte kan worden beschouwd.
Klinische genetica speelt een belangrijke rol bij prenataal onderzoek. Personen die van zichzelf weten dat ze een erfelijke ziekte hebben, of van wie waarschijnlijk is dat ze een allel bij zich dragen dat bij een van hun kinderen zou kunnen leiden tot een ziekte, kunnen in de eerste helft van een zwangerschap een DNA-test laten doen op materiaal dat wordt afgenomen bij het ongeboren kind. Bij ongewenste uitkomst van het onderzoek kan men besluiten tot afbreking van de zwangerschap. Een ander belangrijk onderdeel van de klinische genetica is gentherapie. Gemodificeerd DNA wordt in de cellen van de patiënt ingebracht in de hoop dat een bepaalde erfelijke aandoening verholpen wordt.

## Geschiedenis
Genetica heeft de afgelopen eeuwen een stormachtige ontwikkeling doorgemaakt, waarbij de inzichten frequent moesten worden bijgesteld. De oudste kennis van genetische principes dateert uit de nieuwe steentijd en is in de loop van de tijd langzaamaan gegroeid. Toen de erfelijkheidswetten van Mendel rond 1900 werden herontdekt, ontstond een stroom aan nieuwe ideeën en inzichten. Enkele keren werd het wetenschappelijk karakter aangetast door dogmatisme.

### Voor Mendel
De principes van erfelijkheid zijn al zeer lang bekend. Vanaf de nieuwe steentijd (in Noord-Europa vanaf 6000 v.Chr.) begonnen mensen ze toe te passen bij het fokken van dieren en het kweken van planten. Ongeveer 4000 jaar geleden waren de inwoners van Mesopotamië erin geslaagd honderden verschillende soorten dadelpalmen te kweken, waarvan de vruchten verschilden in smaak en grootte.

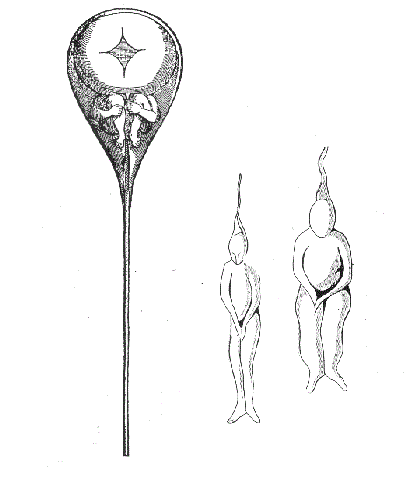
Tekening van homunculi in zaadcellen door de Nederlandse natuurkundige Nicolaas Hartsoeker

In de oudheid werden hypotheses bedacht om overerving van eigenschappen te verklaren. De Griekse wijsgeer Hippocrates van Kos (640 v.Chr.) dacht dat vererving plaatsvindt door middel van kleine deeltjes, die vrij door een organisme kunnen bewegen. Zowel aangeboren als tijdens het leven verworven eigenschappen zouden op die manier kunnen worden doorgegeven. Deze hypothese, pangenese, bleef tot begin 20e eeuw een rol spelen. Aristoteles (384–322 v.Chr.) zag niets in pangenese of overdracht van verworven eigenschappen. Hij dacht dat eigenschappen doorgegeven werden door semen, een vloeistof die net als bloed door het lichaam stroomt. Bij de geslachtsgemeenschap zouden het semen van man en vrouw mengen, zodat het kind eigenschappen van beiden krijgt.
De eerste beschrijving van een erfelijke ziekte was een onderzoek naar hemofilie door de Spaans-Arabische schrijver Abu al-Qasim al-Zahravi (936–1013). Al-Zahravi ontdekte dat de aandoening alleen voorkwam bij de mannelijke leden van een familie.

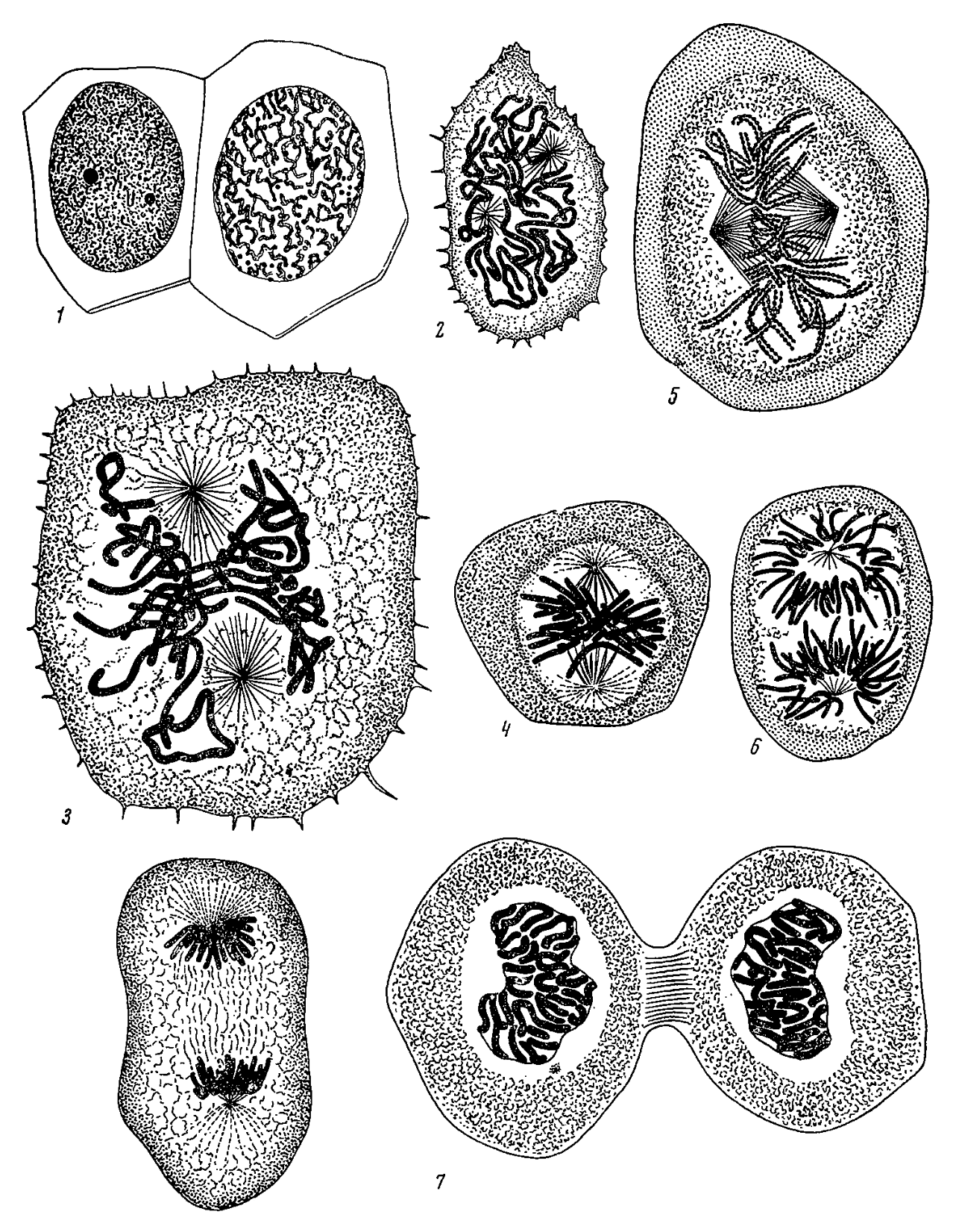
Tekeningen van de splitsing en herverdeling van chromosomen door Walther Flemming, 1882

Na de verbetering van de microscoop door de Nederlandse uitvinder Antoni van Leeuwenhoek (1632–1723), kon het leven ook op kleine schaal bestudeerd worden. De Engelse natuurkundige Robert Hooke (1635–1703) ontdekte dat organismen uit cellen bestaan. Tijdens de 17e en 18e eeuw geloofden de meeste biologen dat elke menselijke cel een klein mensje bevatte, een homunculus, dat simpelweg groeide na de bevruchting. Dit idee is preformationisme. Wel was er onenigheid over de vraag of de homunculus voor de bevruchting in de zaadcel of de eicel zat. De Engelse botanicus Robert Brown ontdekte in 1833 dat cellen van eukaryoten een celkern hebben. In 1879 beschreef de Duitse bioloog Walther Flemming het splitsen van chromosomen tijdens de mitose. Aan het einde van de 19e eeuw was algemeen aanvaard dat het erfelijke materiaal zich in de celkern moest bevinden.
De Engelse bioloog Nehemiah Grew ontdekte rond 1680 dat planten zich door middel van stuifmeel seksueel voortplanten. Op grond daarvan voerde de Badense botanicus Joseph Gottlieb Kölreuter een eeuw later experimenten uit met het kruisen van planten. Hoewel Kölreuter te veel verschillende eigenschappen tegelijk bestudeerde en daarom geen duidelijk patroon kon ontdekken, vormde zijn wetenschappelijke werkwijze de basis van de klassieke genetica.
Tot het einde van de 19e eeuw namen de meeste wetenschappers zowel pangenese als het idee van blending inheritance serieus. De hypothese dat eigenschappen die tijdens het leven verkregen werden (zoals grotere spieren door veelvuldig gebruik) aan nakomelingen kunnen worden doorgegeven, was het lamarckisme, naar de Franse natuurvorser Jean-Baptiste de Lamarck. De Engelse bioloog Charles Darwin is vooral bekend van zijn theorie over evolutie door natuurlijke selectie. Darwin was echter ook een aanhanger van pangenese. Hij dacht dat organismen gemmules bevatten, kleine deeltjes die vrij door het lichaam kunnen bewegen en eigenschappen doorgeven aan het nageslacht. De Engelse geleerde Francis Galton, een neef van Darwin, ontdekte door experimenten met bloedtransfusie dat eigenschappen niet door bloed doorgegeven kunnen worden, maar bleef desalniettemin ook overtuigd van een vorm van pangenese.
Galton – actief op veel wetenschapsgebieden – was de grondlegger van de eugenetica, het idee dat door genetische ingrepen een menselijke populatie kan worden "verbeterd". Galton introduceerde het begrip in 1883 en maakte na enkele jaren onderscheid tussen positieve en negatieve eugenetica. Positieve eugenetica heeft tot doel de menselijke populatie te verbeteren door de meest geschikten aan te moedigen tot meer voortplanting. Negatieve eugenetica is erop gericht de minder geschikten te ontmoedigen om zich voort te planten of het zelfs te verhinderen. Eugenetica werd breed aanvaard en vormde de inspiratie voor vele pseudowetenschappelijke theorieën en sociale praktijken. In de 20e eeuw leidde deze ontwikkeling in veel landen tot gedwongen sterilistatieprogramma's. In nazi-Duitsland werden Lebensborn instellingen opgericht met als enige doel zo veel mogelijk baby's van het Arisch ras op de wereld te zetten. De negatieve eugenetica mondde er uit in massamoorden op individuen die als ongewenst of inferieur beschouwd werden: de Holocaust. Eugenetica is in strijd met de in de tweede helft van de 20e eeuw ontwikkelde mensenrechten en discriminatiewetgeving.

### Mendel en klassieke genetica

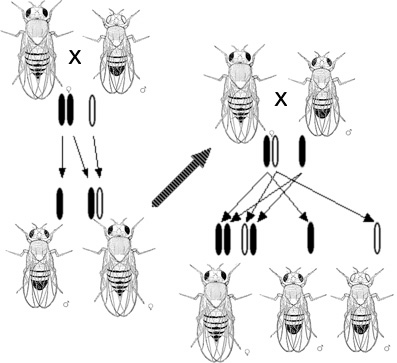
Thomas Hunt Morgans observaties van geslachtsgebonden overerving van witte ogen in Drosophila bracht hem tot de hypothese dat genen als chromosomen gerangschikt zijn

De Oostenrijkse monnik Gregor Mendel (1822–1884) deed wat Kölreuter eerder niet gelukt was: een patroon in de overerving van eigenschappen ontdekken. Toen Mendel in 1865 zijn onderzoek naar erwtenplanten presenteerde aan de natuurwetenschappelijke vereniging te Brünn, was hij de eerste die de erfelijke overdracht van eigenschappen correct beschreef.
Mendels werk werd echter niet opgemerkt door andere biologen. Pas in de jaren 1890 werden Mendels erfelijkheidswetten onafhankelijk van elkaar herontdekt door de Nederlander Hugo de Vries, de Duitser Carl Correns en de Oostenrijker Erich von Tschermak. Dit leidde tot het ontstaan van de klassieke genetica, die naast Mendels wetten ook zaken als crossing-over en recombinatie beslaat. De klassieke genetica bood een verklaring voor natuurlijke variatie en evolutie. Deze samenkomst van concepten uit de genetica en de evolutiebiologie dateert uit het begin van de 20e eeuw is de moderne synthese. De Vries was de eerste die inzag dat evolutie dankzij mutaties van genen kan plaatsvinden.
Toen klassieke genetica en moderne synthese algemeen aanvaard werden, verschoof de aandacht naar de vraag welke moleculen in de cel verantwoordelijk zijn voor het genotype. In 1902 ontdekten de Amerikaan Walter Sutton en de Duitser Theodor Boveri dat de splitsing van chromosomen tijdens meiose de wetten van Mendel verklaart. De Amerikaanse bioloog Thomas Hunt Morgan (1866–1945) wist deze hypothese door onderzoek naar de vererving van witte ogen (een mutatie) in fruitvliegen te bevestigen. Morgans leerling Alfred Sturtevant bewees in 1913 het bestaan van genkoppeling, waardoor duidelijk werd dat genen lineair gerangschikt liggen op het chromosoom. Inmiddels was de term genetica als biologisch vakgebied ingeburgerd geraakt.
In de Sovjet-Unie werd de genetica rond 1925 verengd tot het lysenkoïsme. De bedenker, Trofim Lysenko, beschouwde de notie dat genen de dragers zijn van erfelijke eigenschappen als strijdig met de marxistische staatsdoctrine, omdat ze de status quo versterkten en alle capaciteit tot verandering ontkenden. Volgens het lysenkoïsme konden planten verbeterd worden door ze aan extreme omstandigheden bloot te stellen en zouden de aldus verworven eigenschappen overerven. De leer werd omarmd door Stalin die bezig was drastische landbouwhervormingen door te voeren. Hij gaf Lysenko opdracht alle boeren te verplichten zijn methoden toe te passen. Dit leidde tot een hongersnood die miljoenen doden eiste. Stalin benoemde Lysenko in 1940 tot directeur van het Instituut voor Genetica van de Academie van Wetenschappen van de USSR. Al het genetisch onderzoek in de Sovjet-Unie moest vanaf dat moment in overeenstemming zijn met de ideeën van het lysenkoïsme, die in feite op pangenese neerkwamen. In de jaren 1960 spraken eminente Russische wetenschappers zich uit tegen de valse wetenschap van Lysenko en hielden hem onder meer verantwoordelijk voor de vermeende schandelijke onderontwikkeling van de Sovjet-biologie en -genetica. Lysenko werd in 1965 ontslagen als directeur van het Instituut voor Genetica.

### Ontdekking en ontcijfering van DNA
De opkomst van moleculaire biologie en virologie in het midden van de 20e eeuw zorgde voor veel nieuwe ontdekkingen op moleculaire schaal. De Engelse bioloog Frederick Griffith ontdekte in 1928 door middel van een experiment dat bacteriën kunnen transformeren zonder voortplanting. In 1944 wisten Avery, MacLeod en McCarty met een experiment aan te tonen dat transformatie veroorzaakt wordt door de overdracht van DNA en dat DNA dus de drager van erfelijke informatie is. Dit werd in 1952 bevestigd door experimenten van Hershey en Chase.
In 1953 ontrafelden James D. Watson en Francis Crick de structuur van het DNA-molecuul. Ze baseerden zich op röntgendiffractie-onderzoek van Rosalind Franklin en Maurice Wilkins. Crick, Watson en Wilkins ontvingen hiervoor in 1962 de Nobelprijs voor de geneeskunde. Omdat Franklin jong overleed deelde ze niet in de prijs. Watson en Crick beseften dat DNA zich op eenvoudige wijze kan repliceren, wanneer de twee strengen in de dubbele helix uit elkaar bewegen. In 1957 gaf Crick een lezing over het centrale dogma van de moleculaire biologie en maakte daarmee een grote impact op de natuurwetenschappen. In deze lezing zette hij globaal de samenhang tussen DNA, RNA en eiwitten uiteen.
Crick bereikte ruim tien jaar na de ontdekking van de dubbele helix nog een doorbraak, toen hij tot de ontdekking kwam hoe de vier nucleotiden van het DNA vertaald worden naar de twintig aminozuren. Niet lang daarna werd deze genetische code door Har Gobind Khorana bekendgemaakt. In de decennia die volgden kon met behulp van nieuwe technologieën met grote precisie beschreven worden hoe genexpressie en genregulatie op moleculaire schaal plaatsvinden.

### Moderne genetica

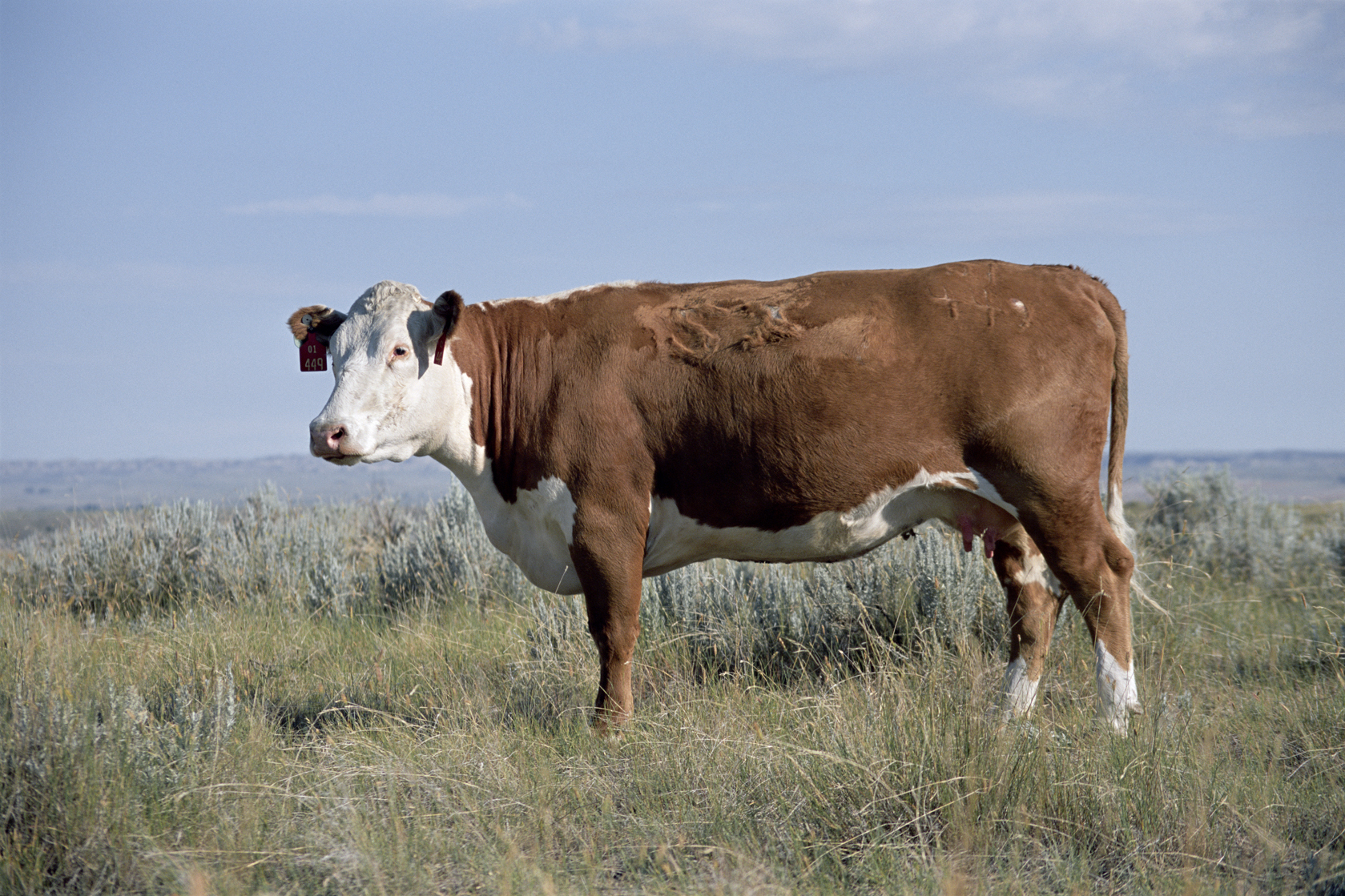
Het DNA van deze koe, genaamd L1 Dominette 01449, werd gebruikt om het genoom van het rund in kaart te brengen

Het inzicht in de moleculaire achtergrond van erfelijkheid zorgde voor de opkomst van een groot aantal nieuwe technieken en onderzoeksgebieden. In 1973 ontdekten de Zwitser Werner Arber en de Amerikanen Hamilton O. Smith en Daniel Nathans de werking van restrictie-enzymen, enzymen die DNA kunnen opdelen in stukken. In 1977 werd de techniek van DNA-sequencing ontdekt door de Engelse biochemicus Frederick Sanger, waarmee de volgorde van de nucleotiden op het DNA kan worden vastgesteld. De Amerikaanse biochemicus Kary Mullis ontdekte de polymerasekettingreactie, waarmee kleine stukken DNA snel en gericht vermeerderd kunnen worden voor bestudering.
De toegenomen genetische kennis leidde tot de opkomst van genetische modificatie in de biotechnologie. In 1997 werd voor het eerst een zoogdier gekloond, in de vorm van het schaap Dolly. Klonen wordt sindsdien vooral toegepast voor medisch onderzoek, zoals in stamcelonderzoek.
In de tweede helft van de 20e eeuw begon men met het in kaart brengen van het gehele DNA van organismen. Sinds 1979 zijn onderzoekers erin geslaagd DNA van een groeiend aantal soorten gedeeltelijk of geheel te beschrijven. Het Human Genome Project, dat het menselijk genoom in kaart bracht, werd praktisch afgerond in 2003.